# Mythe d'une Wehrmacht aux mains propres
Vous lisez un « article de qualité » labellisé en 2019.
Le mythe d'une Wehrmacht aux mains propres, ou la légende de la Wehrmacht propre (en allemand : Mythos, oder Legende der sauberen Wehrmacht), est la thèse selon laquelle l'armée du Troisième Reich, la Wehrmacht, était une institution apolitique, comme la Reichswehr de la république de Weimar, à laquelle elle a succédé, et était innocente des crimes de guerre et des crimes contre l'humanité qu'elle a commis et qui sont niés ou relativisés. Selon cette théorie, les militaires allemands se seraient comportés de façon honorable, comme leurs adversaires des armées alliées. Cette mystification met en avant les succès militaires de la Wehrmacht et la glorification du soldat allemand pour ses valeurs de courage et de discipline.
Les prémices de la réhabilitation de la Wehrmacht apparaissent dès novembre 1945, en marge du procès de Nuremberg : en effet, un groupe d'anciens officiers supérieurs rédige alors, à la demande du général américain William Joseph Donovan, un mémoire intitulé L'Armée de terre allemande de 1920 à 1945. La « fable » naît dans les années 1950, de la volonté de vétérans et d'anciens officiers de la Wehrmacht de restaurer l'image de l'armée allemande alors que les Américains souhaitent la renaissance des forces armées allemandes dans le contexte de la guerre froide. En octobre 1950, un groupe d'anciens officiers supérieurs adresse au chancelier Konrad Adenauer, et sur sa demande, le « Mémorandum sur la formation d'un contingent allemand pour la défense de l'Europe de l'Ouest au sein de la structure d'une force internationale de combat », ou mémorandum Himmerod, qui défend clairement le blanchissement de la Wehrmacht. Le mythe est entretenu au cours des années suivantes par de nombreux ouvrages apologétiques, dont ceux de l'influent historien britannique Basil Henry Liddell Hart, qui prend notamment la défense d’Erich von Manstein lors du procès de celui-ci. Cette fabulation s'implante solidement dans la plupart des ouvrages historiques et dans l'opinion publique et perdure entre le début des années 1950 et la fin des années 1970.
Cette thèse d'une « Wehrmacht aux mains propres » est remise en cause par les milieux scientifiques dès la fin des années 1970. Les avancées de l'historiographie au cours des années 1980, ainsi que le grand succès de l'exposition consacrée aux crimes de la Wehrmacht, itinérante en Allemagne et en Autriche dans la seconde moitié des années 1990 et visitée par environ 900 000 personnes, achèvent de la discréditer auprès de l'opinion publique. La responsabilité de la Wehrmacht dans la guerre d'extermination menée sur le front de l'Est, pour la mise en œuvre du Kommissarbefehl, son soutien aux massacres de Juifs commis par les Einsatzgruppen et sa radicalisation sur le front de l'Ouest sont aujourd'hui établis et largement reconnus.

## Genèse du mythe

### Contexte: dénazification et guerre froide

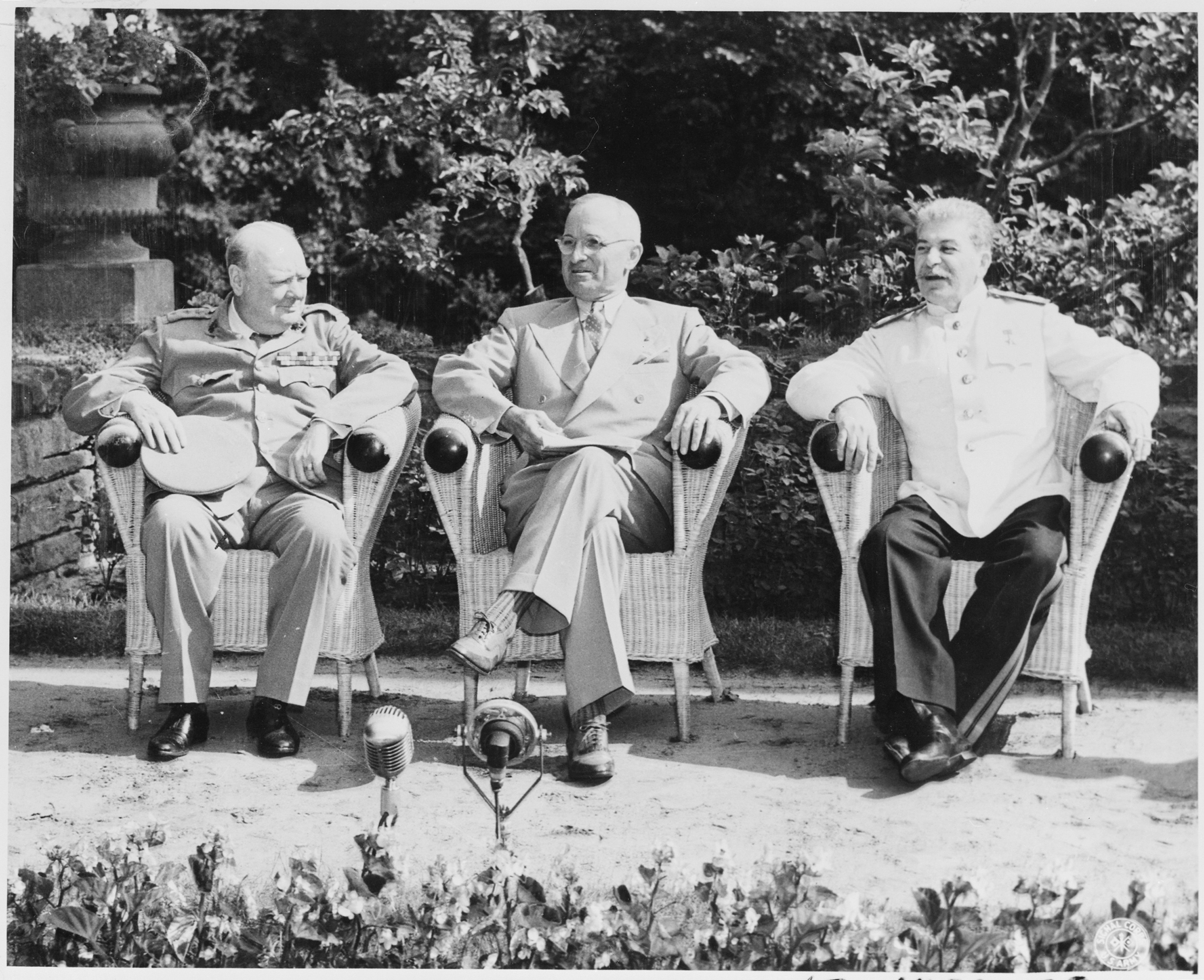
Churchill, Truman et Staline, lors de la conférence de Potsdam en juillet 1945.

Dans les accords qui concluent la conférence de Potsdam, le 2 août 1945, les Alliés prévoient « outre l'éradication du nazisme et du militarisme dans les institutions et la vie publique allemandes, des mesures en vue de reconstruire la vie politique sur une base démocratique et une coopération pacifique à la vie internationale ». Ces accords fondent la politique alliée de dénazification de la société allemande : ce processus est, pour l’essentiel, mené de 1945 à 1948 et comporte un double volet, répressif, d'une part, et constructif de l'autre. Le procès de Nuremberg, étape initiale et symbolique de la dénazification, n'est pas mal accueilli par la population allemande. Dans son ouvrage consacré à la dénazification, l'historienne française Marie-Bénédicte Vincent analyse l'état d'esprit de la population allemande qui juge à une légère majorité (55 %) qu'il s'agit d'un procès juste et « que le tribunal a dit le droit et n'a pas seulement représenté la justice des vainqueurs ». Malgré la condamnation des principaux responsables du Troisième Reich, représentant toutes ses composantes, le procès est interprété comme une forme d'exonération de la responsabilité de la population allemande et d’organisations comme la Wehrmacht car elles n'ont pas été jugées criminelles.
Au fil des années, après 1947 ou au plus tard au début des années 1950, la politique de dénazification est mise en cause par l'opinion publique allemande qui la considère comme un « mélange nuisible de moralisme et de justice des « vainqueurs », » ; ainsi, si en novembre 1945, la dénazification est jugée comme satisfaisante par 50 % de la population allemande, ce chiffre tombe à 17 % en mai 1949.
Lors d'un sondage d'opinion réalisé en août 1947, 35 % des sondés estiment le nazisme fondamentalement mauvais et 52 % le perçoivent comme une bonne idée mal appliquée. 
En 1950, la guerre de Corée et l'exacerbation de la guerre froide marquent un nouveau tournant : les Américains estiment nécessaire de reconstituer une armée allemande afin de faire contrepoids aux forces armées soviétiques. Les hommes politiques ouest-allemands et américains envisagent donc la reconstruction des forces armées en Allemagne de l'Ouest, ce qui permet de confier à d'anciens responsables de la Wehrmacht des responsabilités dans le domaine militaire. Dans la première moitié des années 1950, la dénazification s'arrête, les amnisties se multiplient et l'opinion publique allemande a tendance à oublier le passé nazi et à minimiser le rôle des responsables des crimes du régime.

### Prémices

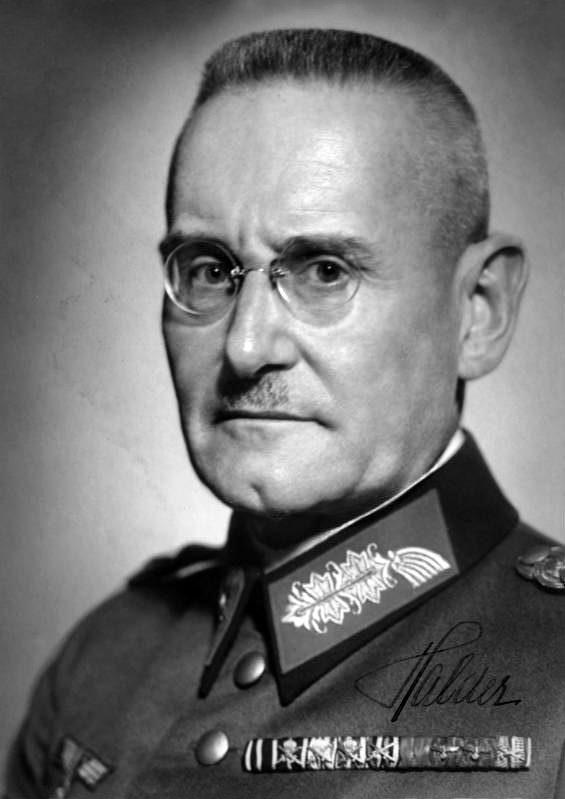
Franz Halder en 1938.

Dès novembre 1945, en marge du procès de Nuremberg, un groupe de généraux de la Wehrmacht — dont Walther von Brauchitsch, Erich von Manstein, Franz Halder, Walter Warlimont et Siegfried Westphal — rédigent, à la demande du général américain William Joseph Donovan, un mémoire intitulé L'Armée de terre allemande de 1920 à 1945. Or « ce qui avait au début le caractère d'un mémoire en défense devint sous la plume des généraux un pur et simple déni de toute culpabilité ». « C'était une étape nouvelle et importante dans cette grande opération de maquillage d'où naîtrait par la suite la légende de la « Wehrmacht propre » ». Le procureur américain Telford Taylor considère immédiatement ce texte comme les prémices de mythes et de légendes créés par les généraux vaincus dans le but de dissimuler les traces de leurs actes.
Les hauts gradés de la Wehrmacht condamnés au procès de Nuremberg — Hermann Göring, Wilhelm Keitel, Alfred Jodl, Erich Raeder, Karl Dönitz — ou lors des procès subséquents — procès Milch, procès du Haut Commandement militaire, procès des Otages —, ne le sont qu’à titre individuel. La Wehrmacht et son commandement suprême, l'OKW, n'ont pas été considérés comme des organisations criminelles, au contraire de la Gestapo ou de la SS. Si les attendus du jugement présentés par Geoffrey Lawrence établissent la culpabilité des officiers dirigeants de la Wehrmacht, l’OKW n’est pas condamné : cela permet alors aux anciens officiers et soldats de la Wehrmacht d'interpréter le jugement comme un acquittement sur le fond de la Wehrmacht et de proposer au public leur version déformée de l'histoire.

« Dès la fin des années 1940, le vent politique commença à tourner […] dans la mesure où des fractions de plus en plus importantes du public rejetaient les procès intentés aux criminels de guerre. […] Les procès des criminels de guerre n'ont pas provoqué de prise de distance mentale collective des Allemands à l'égard de la Wehrmacht. »

### Mémorandum Himmerod

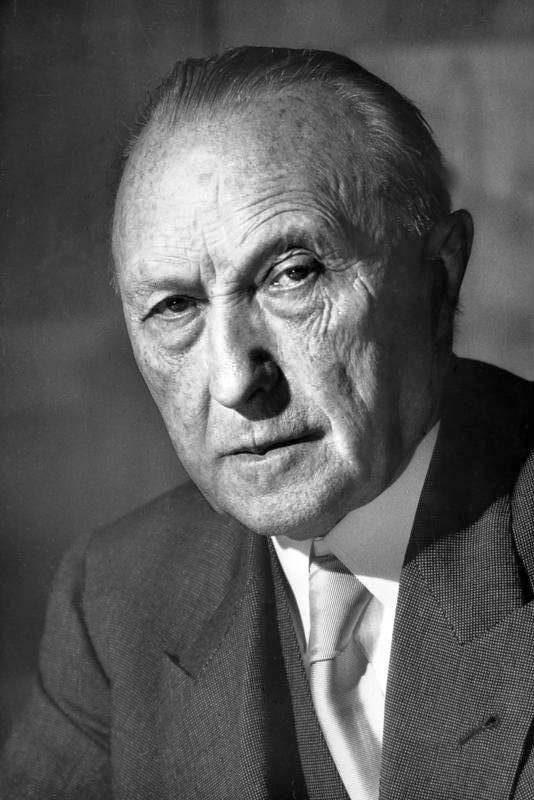
Le chancelier allemand Adenauer en 1949.

Du 5 au 9 octobre 1950, un groupe d'anciens officiers supérieurs, notamment les anciens généraux Adolf Heusinger et Hans Speidel, se réunit en secret à l'invitation du chancelier Konrad Adenauer à l'abbaye de Himmerod pour discuter du réarmement de l'Allemagne. Les participants, répartis en sous-comités, discutent des aspects politiques, éthiques, opérationnels et logistiques des futures forces armées. Le groupe de travail sur la « structure intérieure » est ainsi présidé par l'ancien général de la Wehrmacht Hermann Foertsch — protégé dans les années 1930 du Generalfeldmarschall Walter von Reichenau —, l'un des plus fervents officiers nazis de la Wehrmacht et pourtant futur conseiller à la défense d'Adenauer.
Le mémorandum Himmerod, intitulé « Mémorandum sur la formation d'un contingent allemand pour la défense de l'Europe de l'Ouest au sein de la structure d'une force internationale de combat », résume ces échanges. C'est à la fois un document de planification et une base de négociations avec les Alliés occidentaux.
Les participants à la conférence sont convaincus que la création d'une nouvelle armée allemande n'est pas possible sans réhabiliter la Wehrmacht. Le mémorandum comprend donc des demandes essentielles aux yeux des participants, notamment la libération de tous les soldats allemands déclarés coupables de crimes de guerre, l'arrêt de toute « diffamation » du soldat allemand, y compris de la Waffen-SS, ainsi que la mise en œuvre d'une action de propagande en faveur de la reconstitution d'une armée allemande, visant à  « transformer l'opinion publique intérieure et étrangère, ».
Adenauer accepte ces propositions et informe les représentants des trois puissances occidentales d'occupation que les forces armées allemandes ne pourront exister tant que des soldats allemands seraient emprisonnés. Pour satisfaire le gouvernement ouest-allemand, les Alliés commuent plusieurs sentences de procès pour crimes de guerre.

### Opinion publique

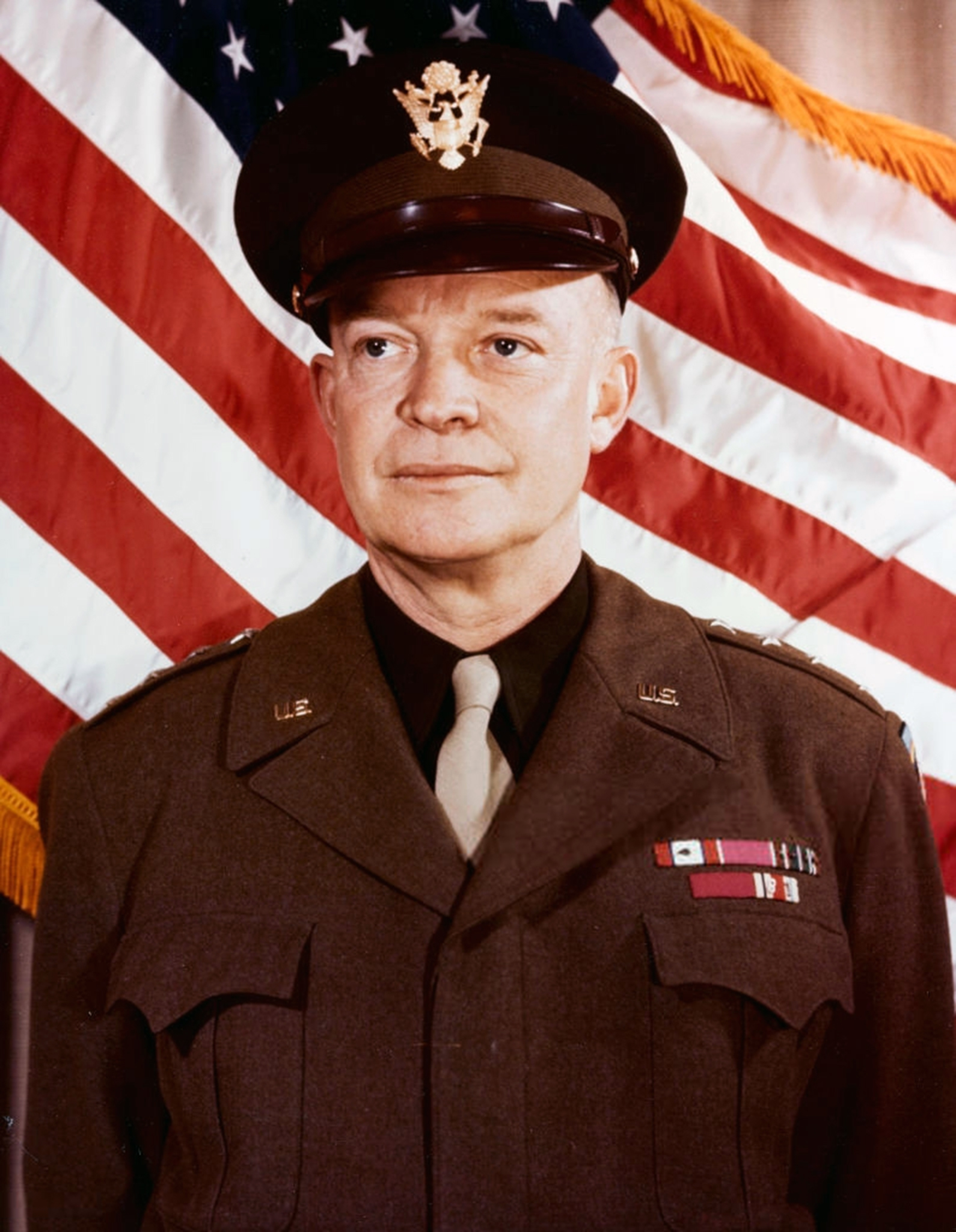
Le général américain Eisenhower vers 1943.

Dès la fin des années 1940 puis dans la décennie suivante, paraissent de nombreux livres et essais polémiques demandant la libération de « prétendus criminels de guerre » ; ces publications laissent croire à l'innocence des soldats allemands condamnés pour des crimes de guerre. Les crimes de guerre sont perçus comme un rappel douloureux de la nature du régime nazi auquel le citoyen ordinaire s'était identifié, ce qui explique le désir de la population allemande de réhabiliter la Wehrmacht. De fait, selon l'historien allemand Norbert Frei, la demande généralisée de libération des « prétendus criminels de guerre » constitue « un aveu indirect de l'implication de l'ensemble de la société dans le national-socialisme ».
Lors d'un discours en janvier 1951, Dwight D. Eisenhower déclare qu'il existe « une véritable différence entre les soldats et les officiers allemands en tant que tels, d'une part, Hitler et son groupe criminel, d'autre part » ; le chancelier Konrad Adenauer, lors d'une allocution prononcée au Bundestag en avril de la même année, appelle à ne pas jeter l'opprobre sur les anciens soldats, et affirme que le soldat allemand a combattu honorablement, aussi longtemps qu'il « n'avait commis aucune faute ». L'article 131 de la Grundgesetz (loi qui établit la constitution de la République fédérale d'Allemagne) garantit expressément à tous ceux qui ont servi dans l'armée et dans l'administration civile avant 1945 le droit de bénéficier d'une pension complète, une mesure qui laisse croire à l'honorabilité de la majorité des personnes qui ont servi le régime national-socialiste. Ces déclarations et ces décisions contribuent à l'élaboration du mythe d'une Wehrmacht aux mains propres qui remodèle la perception occidentale de l'effort de guerre allemand.
Le 7 octobre 1955, lors de la libération des derniers prisonniers de guerre détenus par l'Union soviétique, six cents anciens membres de la Wehrmacht et de la Waffen-SS prononcent un serment public qui attire l'attention des médias :
« Devant le peuple allemand, les Allemands morts et les forces armées soviétiques, nous jurons que nous n'avons ni commis de meurtres, ni souillé, ni pillé. Si nous avons apporté souffrances et misères aux autres peuples, elles ont été faites selon le droit de la guerre,. »

### La figure d'Erwin Rommel, «héros d'une Wehrmacht chevaleresque»

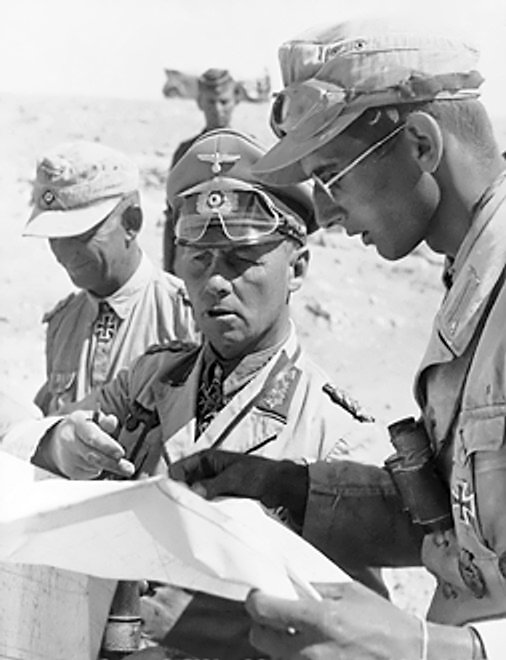
Rommel pendant la campagne d'Afrique du Nord.

La figure du Generalfeldmarschall Erwin Rommel est abondamment utilisée par la propagande allemande qui le qualifie notamment de « renard du désert » à la suite de ses succès à la tête de l'Afrika Korps, et en fait un héros national. Le ministre de la propagande Joseph Goebbels vante ensuite les mérites de Rommel en Italie, lorsque ce dernier travaille à la fortification du littoral : Goebbels magnifie ainsi l'effort de guerre allemand, afin de le renforcer. Dès 1942, la presse britannique qualifie Rommel de  « magicien du désert », afin de mettre en valeur, par contraste, la victoire d'El Alamein, seule victoire britannique obtenue sans soutien américain. La glorification de l'ennemi contribue à justifier le long stationnement des troupes en Afrique du nord. Après guerre, Winston Churchill dresse également du militaire allemand un portrait mythifié : « Lui aussi mérite notre attention, car, bien qu'il ait été un soldat allemand loyal, il apprit à haïr Hitler et ses crimes, et se joignit à la conjuration de l'année 1944, pour sauver l'Allemagne du tyran fou. Il l'a payé de sa vie,. »
La légende de Rommel se renforce encore après guerre, lui conférant une grande popularité avec le soutien notable de la presse britannique et du cinéma américain,.
Thomas Schnabel, directeur de la maison de l'histoire de Bade-Wurtemberg à Stuttgart, indique que « Rommel ne correspondait à aucun cliché, mais il en devient pourtant un sous le Troisième Reich, et, en partie, le reste bien après celui-ci ».
En République fédérale d'Allemagne, des casernes de la Bundeswehr portent le nom de Rommel. Selon Thomas Vogel, de l'institut de recherches en histoire militaire de Potsdam, « Rommel symbolisait la prétendue « Wehrmacht aux mains propres », et pouvait donc légitimer moralement, dans les années 1950, la fondation de la Bundeswehr ». L'ancien chef d'état-major de Rommel, Hans Speidel, lui consacre un ouvrage en 1947 et souhaite « faire de Rommel le héros national du peuple allemand ». Speidel est d'ailleurs l'un des rares officiers allemands à avoir conservé son grade de la Wehrmacht en servant dans la Bundeswehr. Le mythe de Rommel est diffusé auprès du grand public en 1952, avec le film d'Henry Hathaway Le Renard du désert. Hollywood s'emploie à faire du bestseller du Britannique Desmond Young un succès mondial. Plusieurs mémoriaux sont érigés en l'honneur de Rommel en 1961 : l'un à Goslar, l'autre à Heidenheim, et sont depuis contestés.
La maison de l'histoire de Bade-Wurtemberg consacre en 2008 une exposition au « Mythe Rommel ». L'exposition se tient à Stuttgart, avec le soutien de son maire, Manfred Rommel, le fils du Generalfeldmarschall. Pour l'historienne Cornelia Hecht, Rommel symbolise dans ses contradictions l'attitude de nombreux Allemands sous le Troisième Reich : d'un côté un grand enthousiasme pour Hitler et le national-socialisme, de l'autre une indifférence morale. Les travaux des historiens Daniel Sternal en 2017 et Peter Steinbach en 2018 montrent la constitution et la persistance de la figure de Rommel dans l'association au mythe d'une Wehrmacht aux mains propres.

## Déni de responsabilité et construction du mythe

### Climat politique
À partir des années 1950, le contexte politique en Allemagne de l'Ouest favorise la création de l'image d'une « Wehrmacht aux mains propres ». Selon cette image, au contraire des polices nazies et des unités SS, la Wehrmacht, innocente des crimes imputés au régime nazi, aurait combattu honorablement dans le respect des lois internationales de la guerre,. Jusque dans les années 1980 et 1990, les historiens militaires de la Seconde Guerre mondiale concentrent leurs efforts sur les campagnes et les batailles de la Wehrmacht, tout en omettant ou traitant légèrement les politiques génocidaires du régime nazi. Dans le même temps, les historiens de la Shoah et de l'occupation nazie des territoires conquis ignorent le plus souvent la Wehrmacht. Ce n'est pas la conséquence d'une conspiration, mais plutôt de la formation reçue : traditionnellement, les historiens militaires tendent à se concentrer sur les batailles et les campagnes à l'exclusion de tout le reste : ils n'étudient donc pas la Wehrmacht sous l'angle des politiques d'occupation nazies.
L'extermination des Juifs d'Europe, ignorée par les chercheurs allemands dans les années 1950-1960, est occultée de l'autre côté de l'Atlantique : à cette même période, les Américains sont si peu curieux de l'histoire de la Shoah que l'historien américain d'origine autrichienne Raul Hilberg ne parvient qu'avec difficulté à faire publier en 1961 son ouvrage The Destruction of the European Jews (La Destruction des Juifs d'Europe). Ce n'est qu'à partir des années 1960 que les historiens commencent à porter attention à la Solution finale. Jusqu'aux années 1980-1990, très peu de recherches sont conduites sur la participation de la Wehrmacht à la « Solution finale de la question juive ».

### Mémoires et études historiques
« De la Wehrmacht, on a longtemps pu dire qu'elle avait certes perdu la guerre, mais qu'elle avait en revanche remporté une bataille de la plus haute importance, celle de la mémoire. »

 D'anciens officiers allemands publient leurs mémoires et des études historiques qui contribuent au mythe. L'architecte de ce corpus littéraire à la fois amnésique, disculpatoire, manipulateur et apologétique, pour reprendre les termes utilisés par Solchany, l'ancien chef d'état-major Franz Halder, supervise de façon informelle les travaux d'autres officiers. En effet, pendant et après leur emprisonnement pour crimes de guerre, ces derniers travaillent pour le groupe de recherche sur l'histoire militaire de l'United States Army in the Operational History (German) Section et bénéficient d'un accès exclusif aux archives de guerre allemandes conservées aux États-Unis.

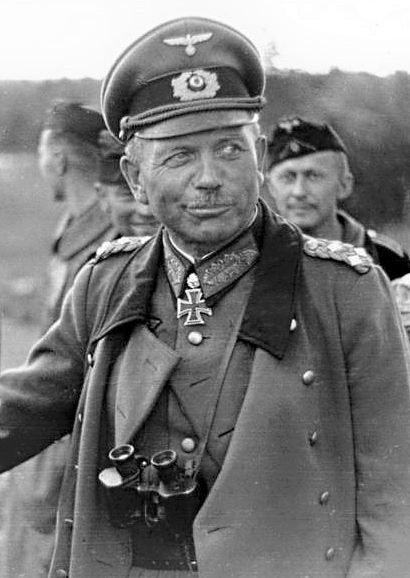
Heinz Guderian en juillet 1941.

À partir de 1947, l'Historical Division de l'armée américaine réunit un groupe d'anciens généraux de la Wehrmacht, sous la supervision de Halder, pour rédiger un ouvrage en plusieurs volumes sur l'histoire du front de l'Est afin d'enseigner les tactiques de l'Armée rouge aux officiers de l'armée américaine,. La Wehrmacht y est décrite comme un corps militaire très professionnel et apolitique, étranger aux crimes de guerre perpétrés sur le front de l'Est. Or les travaux du comité Halder prennent quasiment valeur de vérité historique puisque cette thèse est alors largement acceptée par les historiens ; ils influencent ainsi grandement la mémoire du passé dans les années 1950 et ce pour plus de trente ans. À propos de Franz Halder, l'historien allemand Wolfram Wette écrit que « son influence sur les écrivains militaires, les rédacteurs de mémoires, les rédacteurs de journaux et les historiens fut considérable ».
D'autres officiers généraux de la Wehrmacht, comme Erich von Manstein, Heinz Guderian ou Albert Kesselring, décrivent dans leurs mémoires la Wehrmacht comme la victime d'Adolf Hitler plutôt que comme la collaboratrice des politiques nazies. La thèse commune de tous ces ouvrages, popularisée par le succès rencontré par ces publications, érige la Wehrmacht en une armée dirigée par un groupe d'officiers professionnels et apolitiques ; ces officiers s'opposaient discrètement aux menées nazies et ont été poussés dans l'abîme par leur Führer malade, s'exonérant ainsi de toute responsabilité. De même, les crimes de guerre de la Wehrmacht y sont totalement ignorés parce qu'ils entachent l'image des officiers victimes de la « personnalité démoniaque » de Hitler. Enfin, ces officiers se présentent comme ayant tenté de « résister par tous les moyens possibles » à la « politique criminelle » de ce dernier. Pour l'historien Benoît Lemay, les mémoires de Manstein, publiées en 1955 sous le titre « Victoires perdues » (Verlorene Siege) ainsi que les écrits de Guderian et les ouvrages de Basil Henry Liddell Hart, constituent les principaux documents visant à exonérer la Wehrmacht de toute implication dans le déclenchement de la guerre et dans les crimes qui y furent commis, contribuant à la création du mythe d'une « Wehrmacht propre ».
Aux mémoires des élites de l'armée, s'ajoute une série d'écrits tout aussi disculpatoires, diffusée par des quotidiens et magazines à grand tirage et dans des œuvres de fiction : la littérature de guerre devient une littérature de gare, qui véhicule une vision très péjorative de l'ennemi,.
En 2002 — date de l'édition originale en allemand —, Wolfram Wette écrit que la plupart des historiens militaires anglo-américains admirent grandement les « capacités professionnelles » de la Wehrmacht, et la décrivent élogieusement, accueillant de façon positive la version apologétique de son histoire écrite par ses anciens chefs. Il suggère que la sympathie des historiens anglo-saxons ne concerne pas l'Allemagne nazie en tant que telle, mais que le portrait d'une Wehrmacht « professionnelle » qui épouse les valeurs prussiennes, prétendument hostiles au nazisme, tout en montrant un courage surhumain et de l'endurance face à une supériorité matérielle écrasante, particulièrement sur le front de l'Est, ne peut que rencontrer l'approbation des conservateurs.

### Procès d'Erich von Manstein

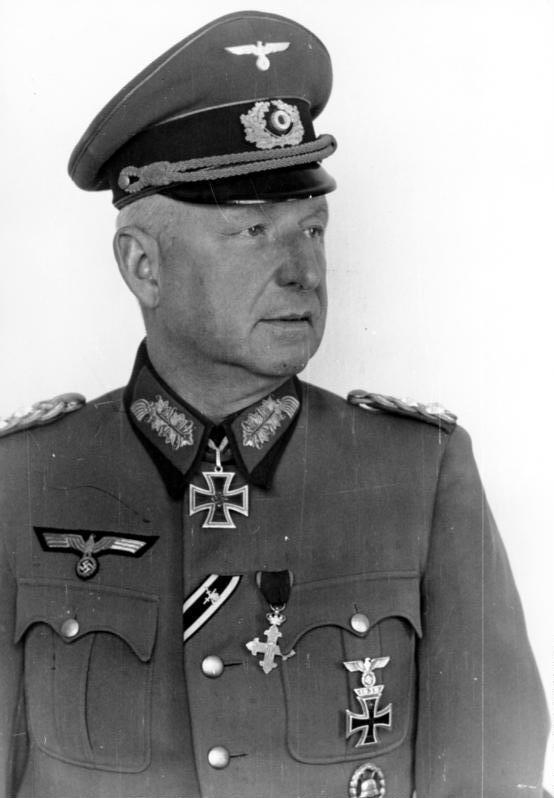
Erich von Manstein en 1942.

L'historien militaire britannique Basil Henry Liddell Hart, qui a exercé une grande influence sur l'historiographie anglo-saxonne, n'a jamais tari d'éloges envers la Wehrmacht : il l'a décrite comme une puissante machine de guerre que seules les constantes immixtions de Hitler dans la conduite des opérations militaires ont empêchée de gagner la guerre. De 1949 à 1953, il défend publiquement et avec vigueur la libération d'Erich von Manstein après sa condamnation par un tribunal britannique pour crimes de guerre sur le front de l'Est ; cette condamnation constitue, à ses yeux, une grossière erreur judiciaire. Le procès de Manstein constitue un tournant dans la perception de la Wehrmacht par la population britannique parce que ses avocats, Reginald D. Paget et Samuel C. Silkin, mènent une campagne de presse efficace en faveur de l'amnistie de leur client.
Parmi les personnalités qui participent à la campagne des deux avocats, le philosophe Bertrand Russell érige dans un essai de 1949, l'Union soviétique en ennemi principal, faisant passer l'Allemagne au second plan ; il exige alors la libération de Manstein pour les besoins de la guerre froide et en raison de son statut de héros aux yeux du peuple allemand. Liddell Hart, auteur d'articles sur les affaires militaires, participe à la campagne de presse, devenant un acteur essentiel de la libération de Manstein en mai 1953, après quatre années d'incarcération. L'historien britannique présente la Wehrmacht comme une force militaire apolitique, étrangère aux crimes du régime nazi, sujet que Liddell Hart ignore le plus souvent. Sous l'influence de Liddell Hart, Manstein prétend être le « père de la blitzkrieg », tactique offensive qu'il aurait développée dans les années 1920 ; cette affirmation est par la suite régulièrement reprise.
Lors de ses plaidoyers pour Manstein, Reginald Paget rend Manstein et les autres officiers de la Wehrmacht ignorants des crimes nazis à l'époque, tout en signalant leur opposition à ces mêmes crimes — qu'ils étaient supposés ignorer. La défense ne parvient pas à faire acquitter Manstein par le tribunal militaire britannique, celui-ci considérant que l'officier a soutenu la « guerre d'extermination » de Hitler contre l'Union soviétique et a mis en œuvre le Kommissarbefehl (exécution systématique des commissaires politiques soviétiques). De même, la cour considère que, en tant que commandant de la 11e armée, Manstein a apporté son aide à l'Einsatzgruppe D lors du massacre des Juifs en Ukraine. Reconnu coupable, Manstein est condamné à 18 années de prison. Toutefois, ses deux avocats gagnent la bataille de l'opinion publique en persuadant la majorité de la population britannique que leur client a été condamné à tort ; sa peine ayant été ramenée à 12 années de prison, Manstein est finalement libéré par anticipation en mai 1953. Selon l'historien britannique Tom Lawson, la sympathie de la majorité de l'establishment britannique envers les élites traditionnelles allemandes, les considérant comme leurs pairs, constitue une aide importante pour les deux avocats : par exemple, pour l'archevêque George Bell, le seul fait que Manstein soit un luthérien pratiquant « suffit à démontrer son opposition à l'État nazi et conséquemment l'absurdité du procès, ». Pendant et après le procès, Reginald Paget, n'assimilant pas l'opération Barbarossa à une « guerre d'extermination », minimise les justifications racistes de l'opération et l'ampleur de la campagne d'extermination des Juifs soviétiques. Selon lui, « la Wehrmacht […] a fait preuve d'une grande retenue et d'une grande discipline, ce dans des circonstances d'une inconcevable cruauté ».

## Déconstruction du mythe

### Changement de paradigme historiographique
La première et précoce tentative de destruction du mythe est le fruit du travail d'un écrivain déchu de sa nationalité allemande et naturalisé américain, Erich Maria Remarque. En effet, en 1954, dans son roman Un temps pour vivre, un temps pour mourir, cet auteur allemand veut dénoncer le traitement des Juifs et des présumés partisans tombés aux mains de la Wehrmacht, mais il est censuré par son éditeur. « Pendant des années, il n'y a eu en RFA aucune science historique étudiant l'époque nazie ou analysant de façon critique la guerre et la Wehrmacht […] surtout parce que, dans les facultés d'histoire, les postes de professeurs titulaires étaient occupés par d'anciens officiers de la Wehrmacht ainsi que par des propagandistes du régime nazi ». Durant les vingt années qui suivent la fin du conflit, la Wehrmacht n'est pas un objet d'études historiques, notamment en raison des difficultés d'accès aux archives conservées par les forces d'occupation alliées. Ce n'est qu'à la fin des années 1970 et au début de la décennie suivante, malgré des polémiques encore vivaces, que paraissent les premiers travaux universitaires critiques sur l'attitude de la Wehrmacht,.
En 2010, un ouvrage sur l'occupation des Pays-Bas par la Wehrmacht, établit que « de nombreuses études publiées dans les dernières décennies ont démontré que le soi-disant désengagement de la Wehrmacht avec la sphère politique est une image cultivée avec soin par les chefs et les troupes, qui, pendant et après la guerre, ont cherché à se distancier des campagnes meurtrières justifiées par l'idéologie des nationaux-socialistes, ».
En 2011, l'historien militaire Wolfram Wette qualifie le mythe de la Wehrmacht aux mains propres de « parjure collectif ». Après la restitution des archives de la Wehrmacht à la République fédérale d'Allemagne, ce récit n'est plus tenable. Au XXIe siècle, la participation étendue de la Wehrmacht à de nombreux crimes nazis est documentée, tel le Kommissarbefehl.
Alors que les partisans du mythe de la Wehrmacht aux mains propres tentent de décrire l'armée allemande comme insensible à l'idéologie nazie, tout en niant ses crimes de guerre ou en excusant les crimes de quelques militaires par le contexte de la guerre, des recherches historiques menées dans les années 1980-1990, s'appuyant sur les déclarations de témoins, des documents de tribunaux, des lettres envoyées du front, des journaux intimes et d'autres documents, démontrent au contraire une participation immédiate et systématique des forces armées allemandes à de nombreux massacres et crimes de guerre, et sa collaboration à la destruction des Juifs d'Europe.
En 2000, l'historien Truman Anderson identifie un consensus centré sur « la reconnaissance de l'affinité de la Wehrmacht envers les aspects essentiels de la vision nationale-socialiste du monde, particulièrement pour sa haine du communisme et son antisémitisme, ». Pour sa part, l'historien Ben Shepherd écrit que la « plupart des historiens admettent l'importance de la participation de la Wehrmacht aux crimes du Troisième Reich », et rajoute qu'« il reste toutefois plusieurs débats d'importance sur l'influence relative qu'ont joué l'idéologie, le carriérisme, l'utilitarisme sévère des militaires et la pression des circonstances, sur la conduite de la Wehrmacht, ». Dans son ouvrage de 2016, il souligne que « la faillite morale de l'armée allemande et sa faillite militaire » se sont toujours renforcées l'une l'autre, que cela soit lors de la victoire sur l'armée française ou après les échecs sur le front de l'Est.

### L'exposition «Crimes de la Wehrmacht»: une rupture dans l'opinion publique allemande

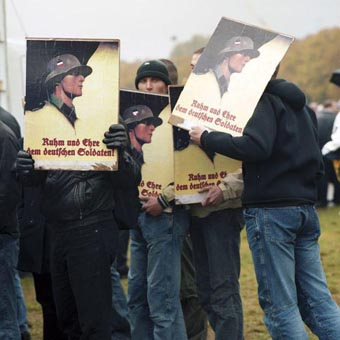
Des manifestants néonazis protestent contre l'exposition sur les crimes de la Wehrmacht à Munich le 12 octobre 2002. Les affiches brandies servent la propagande nazie stop.

Le 5 mars 1995, l'exposition Guerre d'extermination. Crimes de la Wehrmacht 1941-1944, réalisée par l'Institut de recherches sociales de Hambourg, est inaugurée. Présentée pendant quatre ans dans 33 villes d'Allemagne et d'Autriche, elle attire entre 800 000 et 900 000 visiteurs, ce qui en fait l'exposition la plus visitée de l'histoire contemporaine en Allemagne. Le débat sur les crimes de la Wehrmacht sort du cénacle des historiens pour toucher l'opinion publique dans son ensemble : de fait, si l'exposition ne constitue pas une avancée fondamentale sur le plan scientifique et historiographique, son impact dans l'opinion publique est majeur. « Si une partie importante de l’opinion allemande est traumatisée par cette exposition, c’est pour une raison évidente : elle détruit l’un des derniers mythes hérités du IIIe Reich, selon lequel la Wehrmacht n’était composée, à la différence des SS, que de « gens parfaitement convenables ». Quand on apprend, preuves à l’appui, que cette armée a contribué aux exécutions de masse voulues par les nazis et fait mourir de faim trois millions de prisonniers russes […], c’est toute une légende qui s’écroule ». L'historien Christian Hartmann écrit en 2009 que « plus personne n'a besoin d'exposer le mythe trompeur d'une Wehrmacht propre. Sa culpabilité est si accablante qu'il est superflu d'en discuter, ».
L'exposition divise la classe politique allemande : Helmut Schmidt, ancien chancelier social-démocrate, refuse de la visiter considérant qu'il s'agit du résultat « d'un masochisme autosuggestif par rapport à son propre pays » ; le chancelier social-démocrate Gerhard Schröder critique également vivement l'exposition. En revanche, le démocrate-chrétien Richard von Weizsäcker, ancien président de la République, en recommande expressément la visite — alors que son parti la critique —, et l'un de ses successeurs, le social-démocrate Johannes Rau, l'inaugure à Bonn en 1998.
L'exposition est critiquée dès son inauguration par des associations d'anciens combattants et les milieux d'extrême-droite ; dans la presse, elle est notamment soutenue par Die Zeit mais violemment attaquée par le Frankfurter Allgemeine Zeitung. La polémique prend un tour politique lors de l'organisation de l'exposition à Munich début 1997 : la CSU bavaroise par la voix du président du CSU munich, Peter Gauweiler, s'en prend frontalement à Jan Philipp Reemtsma, principal soutien privé de l'exposition ; de même, son périodique, le Bayernkurier, affirme que l'exposition aggrave les peines infligées par le tribunal de Nuremberg et qu'elle constitue une campagne moralement destructrice contre le peuple allemand.
Malgré la polémique et les controverses — ou peut-être grâce à elles —, l'exposition devient un événement en Allemagne, au point de faire l'objet d'un débat au Bundestag le 13 mars 1997, débat qui dépasse les clivages politiques et se déroule dans un climat consensuel : « le théâtre politique commémoratif s'était arrêté pendant un laps de temps pour laisser la place à un collectif bouleversé, déchiré et déconcerté ».
Au cours du dernier trimestre de 1999, alors que la réussite de l'exposition est évidente et qu'une version américaine est prévue à court terme à New York, deux historiens polonais et hongrois mettent en cause sa rigueur scientifique et contestent la véracité d'une partie des photographies présentées : ils publient leurs critiques dans deux revues historiques spécialisées et les relaient dans la presse généraliste. En conséquence, Jan Philipp Reemtsma interrompt l'exposition et en fait examiner le contenu par une commission d'historiens. Cette dernière remet son rapport en novembre 2000 : si elle pointe une utilisation insouciante de sources photographiques, elle estime toutefois que les énoncés fondamentaux de l'exposition sont exacts et recommande que, moyennant quelques corrections, concernant vingt photographies truquées ou inexactement légendées sur les 1 433 sélectionnées par les organisateurs, l'exposition soit à nouveau présentée ; elle la considère par ailleurs riche de sens et nécessaire, et affirme qu'elle peut « dans les années à venir apporter une contribution essentielle au développement de la culture politique et historique de la République fédérale allemande ».
Malgré le rapport plutôt favorable de la commission, Jan Philipp Reemtsma choisit de lancer une version révisée de l'exposition, inaugurée le 27 novembre 2001 à Berlin et clôturée en mars 2004. Elle est très largement édulcorée par rapport à la version initiale et est saluée par le Frankfurter Allgemeine Zeitung comme une exposition de consensus. Dans cette version qui ne suscite pas de débats, « la guerre d'extermination, le plus grand crime de l'Allemagne avec celui de l'extermination des Juifs européens, était redevenue tabou. Depuis lors, le calme est revenu dans le pays ».

## Mythe et réalités

### Des crimes commis dès le début de la guerre
Les faits montrent que dès le début du conflit, en 1939 et 1940, la Wehrmacht se rend coupable de crimes de guerre, en particulier lors de l'invasion de la Pologne, où les massacres commis font dire à l'historien Gerhard Schreiber qu'« en tant qu'institution, la Wehrmacht en Pologne a perdu le droit de se sentir innocente des crimes de l'État hitlérien ». Bien que d'une moindre ampleur, des faits similaires ont lieu lors de l'invasion de la Belgique (notamment le massacre de Vinkt) et celle de la France. Dans ces deux pays des massacres sont perpétrés à l'encontre de populations civiles et de prisonniers de guerre, notamment plus de 1 500 soldats noirs des troupes coloniales françaises. C'est toutefois à partir de l'invasion de l'URSS en 1941 que le rôle de la Wehrmacht dans les violences prend toute son ampleur.

### Guerre d'extermination à l'Est
Aux yeux des nazis, la guerre contre l'Union soviétique est une Vernichtungskrieg, une guerre d'extermination. Alors que l'historiographie d'avant les années 1980 mettait l'accent sur une Wehrmacht aux mains propres, en 1988 l'historien Jürgen Förster écrit : « Dans les faits, les chefs militaires ont été rattrapés par l'aspect idéologique du conflit, puis ont participé de façon volontaire à son application,, ». Les politiques racistes du Troisième Reich promeuvent l'idée que les populations de l'Union soviétique et de l'Europe de l'Est ne sont composées que d'Untermenschen (« sous-hommes »), et sont soumises aux « conspirateurs judéo-bolcheviques ». Les politiques nazies exigent de tuer, de déporter ou de réduire en esclavage la majorité des Russes et des autres populations slaves en accord avec le Generalplan Ost (« Schéma directeur pour l'Est »). Ce dernier comprend deux parties : le Kleine Planung (« Petit plan ») et le Große Planung (« Grand plan »), qui décrivent respectivement les actions à mener pendant la guerre et les actions futures une fois la victoire acquise.

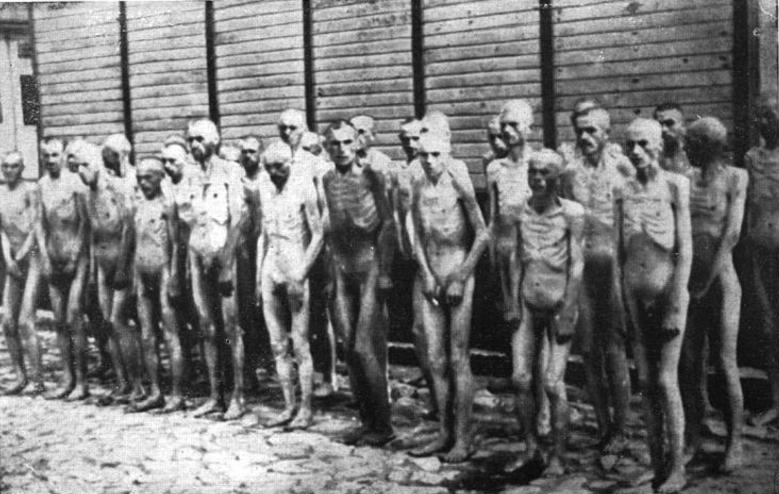
Prisonniers de guerre soviétiques dans le camp de concentration de Mauthausen. Date inconnue.

Avant et pendant l'invasion de l'Union soviétique, les troupes allemandes sont fortement imprégnées de sentiments antibolcheviques, antisémites et antislaves par des films, des émissions radiophoniques, des livres et des tracts. Dès les premiers jours de l'invasion, les officiers de la Wehrmacht ordonnent aux soldats de viser les personnes décrites comme des « sous-humains juifs bolcheviques », des « hordes mongoles », une « inondation asiatique » ou encore la « bête rouge ». Beaucoup de soldats allemands considèrent la guerre selon une perspective nazie et perçoivent les ennemis soviétiques comme des sous-hommes. Lors d'un discours au 4e groupe de Panzer expliquant les dispositions à prendre lors de l'opération Barbarossa afin de respecter le plan racial nazi, le général Erich Hoepner affirme que la guerre contre l'Union soviétique constitue « une partie essentielle du combat pour assurer l'existence du peuple allemand » ; il ajoute que « le combat doit viser à l'annihilation de la Russie actuelle et doit en conséquence être menée avec une sévérité inégalée, ». Cette position est notamment partagée par Erich von Manstein : dans un ordre qu'il donne à ses troupes le 20 novembre 1941, il appelle ainsi à l'extermination du système judéo-bolchevique et justifie « la dure expiation infligée au judaïsme, responsable spirituel de la terreur bolchevique ».
La déshumanisation de l'adversaire soviétique et la dimension spécifique du conflit à l'Est se traduisent aussi par le traitement mortifère réservé par la Wehrmacht aux prisonniers de guerre soviétiques : sur un total de 5,6 millions de prisonniers, 3,6 millions meurent en raison de leurs conditions de captivité.

### Participation à l'extermination des Juifs d'Europe

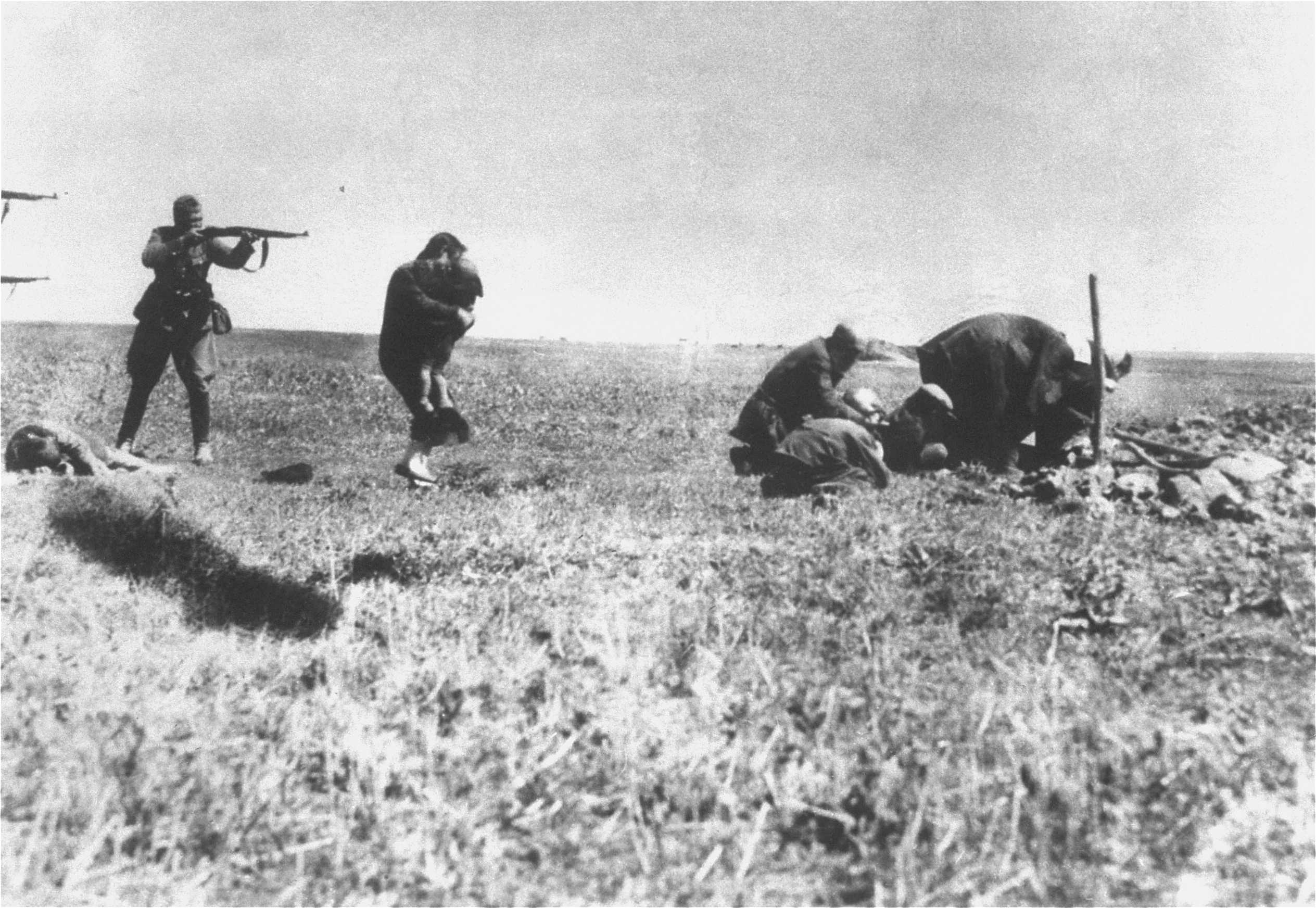
Assassinat de Juifs dans la région d’Ivanhorod en 1942 : une mère protège son enfant avant d’être abattue d’une balle dans la nuque par un SS.

La collaboration étroite de la Wehrmacht avec les Einsatzgruppen et la participation volontaire de certains soldats aux massacres est déjà mentionnée dans la presse allemande dès 1945 mais elle est oubliée pendant plusieurs décennies.
Dans un article publié en 2007, l'historien allemand Dieter Pohl établit la complicité de la Wehrmacht et de l'administration militaire des territoires occupés à l'Est dans les massacres de Juifs commis par les Einsatzgruppen,.
En 2014, l'historien américain Waitman Wade Beorn analyse l'implication de la Wehrmacht dans les crimes commis contre les Juifs et des civils en Biélorussie, de l'automne 1941 au début de l'hiver. Son livre rapporte comment la guerre menée contre les prétendus partisans est reliée à la Shoah par l'idéologie qui vise les « judéo-bolcheviques ». Beorn conclut que, parce que les sentiments antisémites sont plus faibles en Biélorussie, des régions sous la coupe de l'armée allemande sont les lieux de plus de persécutions contre les Juifs de la part des soldats allemands.
Le même auteur examine également la complicité progressive de la Wehrmacht dans la destruction des Juifs d'Europe et met en lumière les principaux développements qui ont mené à l'escalade de violence. Il mentionne notamment la conférence de Moguilev (aujourd'hui Mahiliow, en Biélorussie) en septembre 1941, organisée par le commandement de l'arrière du groupe d'armée Centre. Elle réunit des chefs de l'armée allemande, des SS et de l'Ordnungspolizei dans un but d'« échange d'expériences » et constitue le point de départ d'une escalade des brutalités contre les populations civiles. Le livre s'attarde sur les unités de combat et la façon dont elles réagissent aux ordres de commettre des génocides et d'autres crimes contre l'humanité. Beorn démontre que ceux qui refusent de participer aux assassinats de masse ne se voient infliger que de légères sanctions, voire aucune, ce qui discrédite la thèse des vétérans allemands qui affirmaient devoir participer sous peine de mort,.

### Kommissarbefehl

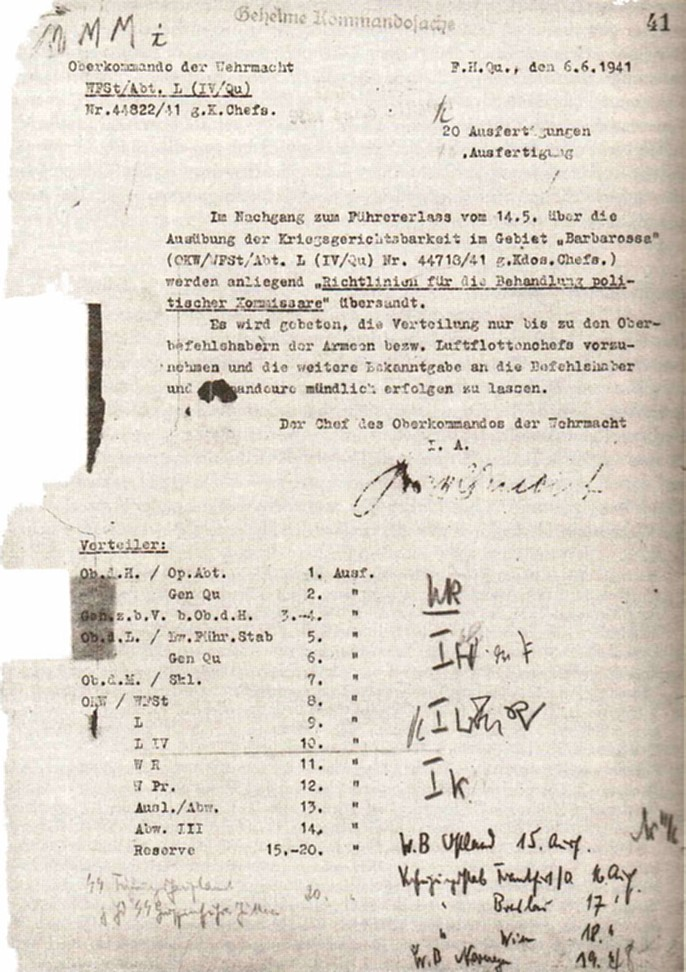
Première page du Kommissarbefehl.

L'historien allemand Felix Römer a étudié l'application du Kommissarbefehl par la Wehrmacht dans un ouvrage paru en 2008, première étude complète de l'application de cet ordre par les unités de combat de la Wehrmacht. Ses recherches démontrent que 116 des 137 divisions allemandes sur le front de l'Est ont rempli des rapports détaillant les exécutions des commissaires politiques de l'Armée rouge. Jusqu'en mai 1942, au moins 3 430 d’entre eux ont été tués par les troupes régulières — et non pas les SS — conformément à l'ordre.
Römer écrit que « les généraux de Hitler ont exécuté ses ordres meurtriers sans scrupules et sans hésitation », ce qui fait voler en éclats les derniers vestiges du mythe d'une Wehrmacht aux mains propres. Wolfram Wette, après avoir parcouru l'ouvrage, observe que les objections sporadiques au Kommissarbefehl n'étaient pas de principe, mais plutôt motivées par des nécessités militaires et que l'annulation de l'ordre en 1942 « n'est pas un retour à la moralité, mais une correction de ligne de conduite opportuniste ». Il conclut :
« Le Kommissarbefehl, qui a toujours eu une influence particulièrement marquée sur l'image de la Wehrmacht à cause de son caractère assurément criminel, a finalement été complètement étudié. Encore une fois, l'étude a confirmé ce qui était connu : plus profond la recherche se plonge dans l'histoire militaire, plus sombre devient l'image,. »

### Radicalisation sur le front de l'Ouest et dans les Balkans

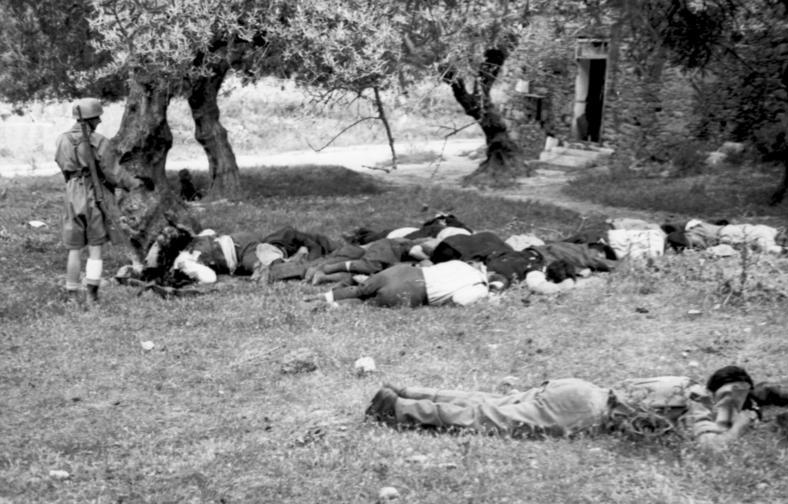
Civils grecs massacrés par des parachutistes allemands à Kondomari, en Crète, le 2 juin 1941

Si la « brutalisation » de l'armée allemande sur le front de l'Est est avérée — notamment grâce à l'ouvrage d'Omer Bartov, L'Armée de Hitler dont l'édition originale en anglais date de 1990 —, cette évolution est également visible sur le front de l'Ouest ainsi qu'au sud-est de l'Europe lors de la campagne des Balkans. Dès le mois d'avril 1941, soit avant l'invasion de l'Union soviétique, le général Weichs ordonne à ses troupes, lors de l'invasion de la Yougoslavie, de fusiller tous les hommes dans les endroits où les Allemands sont confrontés à la résistance, même sans preuve. Fin mai, en Crète, des ordres sont donnés pour effectuer des opérations de représailles à l'encontre des habitants de l'île résistant à l'invasion, y compris des exécutions sommaires, des incendies de villages et l'extermination de la population mâle de régions entières. En Grèce, à l'automne 1943, après le désarmement des troupes italiennes, conséquence de l'armistice entre l'Italie et les Alliés, la Wehrmacht prend le contrôle total de la politique d'occupation et intensifie la lutte contre les partisans. Sous le commandement du général Alexander Löhr, la Grèce devient le théâtre d'une campagne de répression dont la dureté est comparable à celle des exactions commises en Bosnie, en Serbie ou en Biélorussie, conséquence de l'imprégnation de l'idéologie nationale-socialiste des troupes.
En septembre 1943, à la suite de la capitulation italienne, c'est une unité de la Wehrmacht, la 1re division de montagne, qui procède à Céphalonie au massacre des soldats italiens de la division Acqui.

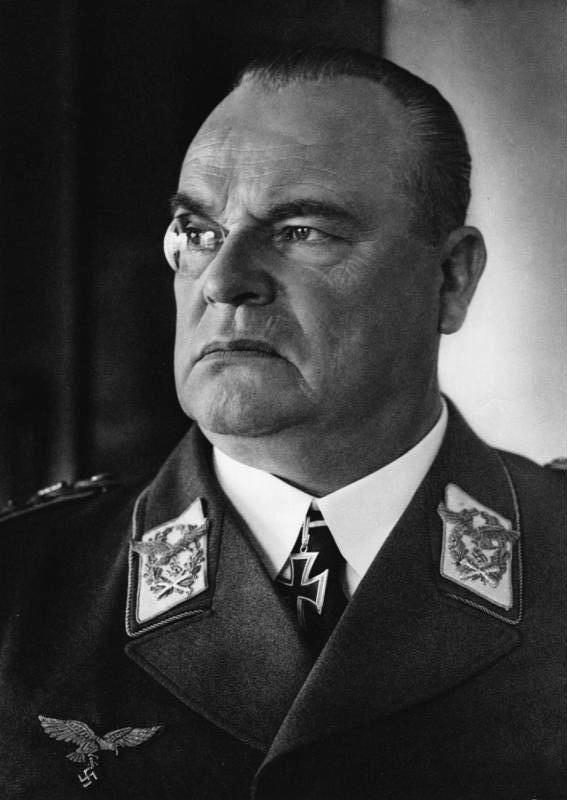
Hugo Sperrle en 1941.

En France, à la suite d'une intervention personnelle de Hitler, le 3 février 1944, la lutte contre les partisans est régie par des ordres connus sous le nom d’ordonnance Sperrle, du nom du maréchal adjoint au haut commandement de l'Ouest (OB West). Selon ces ordres, la troupe est tenue de riposter immédiatement aux attaques qu'elle considère comme terroristes en ouvrant le feu. En outre, si des civils innocents sont touchés, l'ordonnance dégage la responsabilité de la troupe et la rejette exclusivement sur ces prétendus terroristes. L'ordonnance poursuit en précisant qu'« il ne faut punir que le chef manquant de fermeté et de résolution car il menace la sécurité des troupes qui lui sont subordonnées et l'autorité de l'Armée allemande. Face à la situation actuelle, des mesures trop sévères ne peuvent entraîner de punitions pour leurs auteurs ». Cette volonté de durcir la répression contre la Résistance est partagée par le maréchal Wilhelm Keitel, qui donne l'ordre, en mars 1944, de fusiller les franc-tireurs capturés les armes à la main et non de les livrer aux tribunaux, et par le général Johannes Blaskowitz pour qui « la Wehrmacht allemande doit se défendre par tous les moyens en son pouvoir. Si, ce faisant, il faut avoir recours à des méthodes de combat qui sont nouvelles pour l'Europe de l’Ouest, il reste à constater que le combat des terroristes par embuscades est lui aussi quelque chose de nouveau pour les critères européens de l'Ouest ».

## Parallèle avec la tentative de réhabilitation de la Waffen-SS

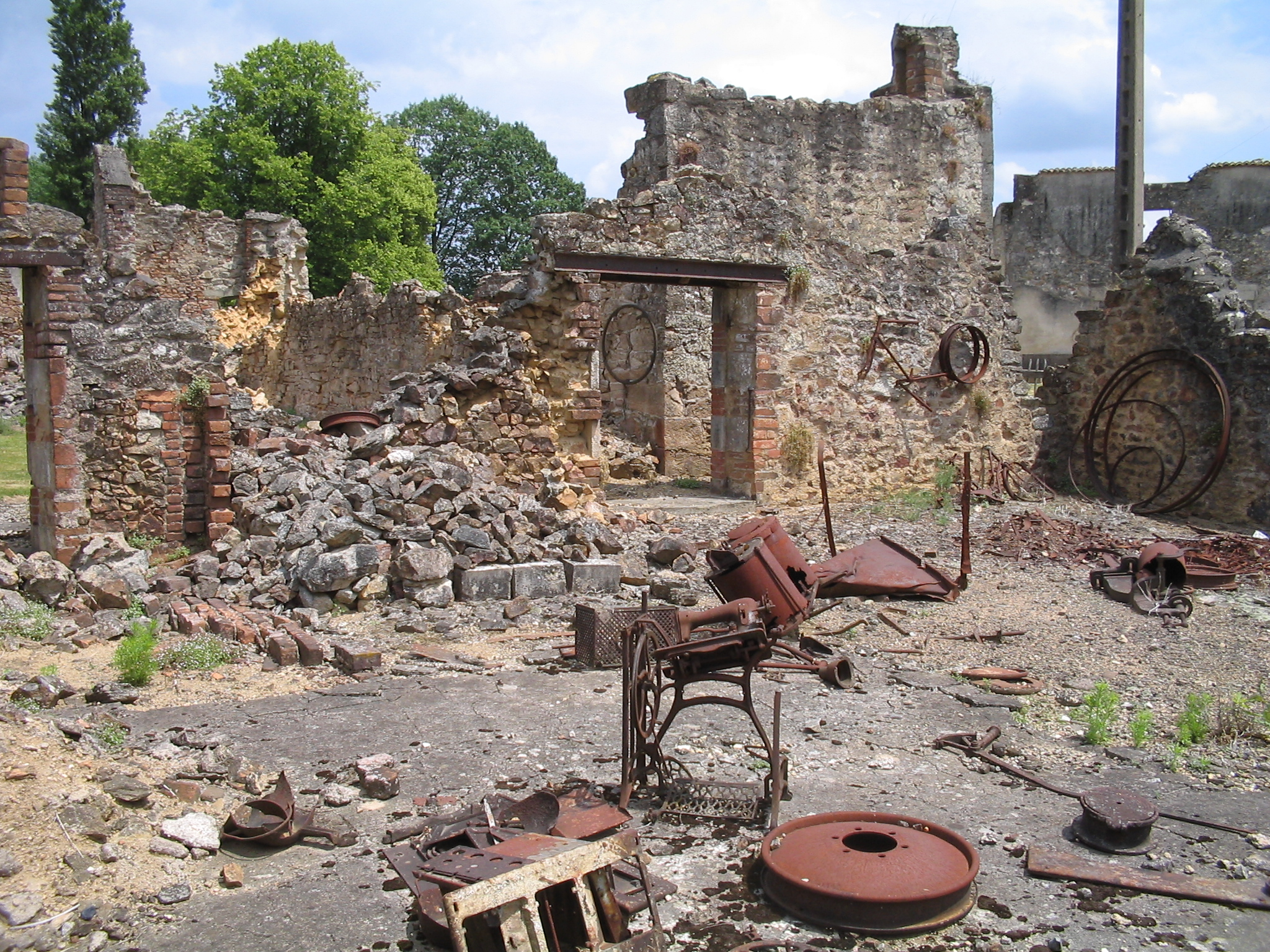
Ruines du village d'Oradour-sur-Glane.

Comme la Wehrmacht, les vétérans de la Waffen-SS et leur organisation, la HIAG, tentent de dépeindre la Waffen-SS comme une force armée régulière, n'ayant pas commis de crimes de guerre. Pour la HIAG, la Waffen-SS constitue la quatrième branche de la Wehrmacht et avait combattu « honorablement », comme la Wehrmacht. Cette organisation tente de reprendre à son compte le mythe de la Wehrmacht aux mains propres, semant le trouble parmi les anciens militaires allemands. Cette tentative rencontre peu de succès, la SS, dont la Waffen-SS fait partie intégrante, ayant été condamnée comme organisation criminelle lors du procès de Nuremberg : outre les crimes de guerre qu'elle avait commis, un grand nombre de ses membres, soit près de soixante mille soldats allemands ou autrichiens, avaient servi à un moment ou un autre dans un camp de concentration ou dans les Einsatzgruppen. Néanmoins, le soutien de cette thèse par des hommes politiques allemands de l'après-guerre, comme Konrad Adenauer et Franz Josef Strauss, permet de diffuser l'idée que les soldats de la Waffen-SS n'auraient été que « des soldats comme les autres »,.

### Citations originales
1. ↑  (en) « noxious mixture of moralism and 'victors' justice »
2. ↑  (en) « measures to transform both domestic and foreign public opinion »
3. ↑  (en) « Before the German people and the German dead and the Soviet Armed Forces, we swear that we have neither committed murder, nor defiled, nor plundered. If we have brought suffering and misery on other people, it was done according to the Laws of War. »
4. ↑  (en) « …was enough to confirm his opposition to the Nazi state and therefore the absurdity of the trial »
5. ↑  (en) « Scores of studies published in the last few decades have demonstrated that the Wehrmacht's purported disengagement with the political sphere was an image carefully cultivated by commanders and foot soldiers alike, who, during and after the war, sought to distance themselves from the ideologically driven murder campaigns of the National Socialists »
6. ↑  (en) « recognition of the Wehrmacht's affinity for key features of the National Socialist world view, especially for its hatred of communism and its anti-semitism »
7. ↑  (en) « Most historians now acknowledge the scale of Wehrmacht involvement in the crimes of the Third Reich »
8. ↑  (en) « there nevertheless remains considerable debate as to the relative importance of the roles which ideology, careerism, ruthless military utilitarianism, and pressure of circumstances played in shaping Wehrmacht conduct »
9. ↑  (en) « no one needs to expose the deceptive myth of the 'clean' Wehrmacht any further. Their guilt is so overwhelming that any discussion about it is superfluous »
10. ↑  (en) « In fact, the military commanders were caught up in the ideological character of the conflict, and involved in its implementation as willing participants. »
11. ↑  (en) « an essential part of the German people's struggle for existence »
12. ↑  (en) « the struggle must aim at the annihilation of today's Russia and must therefore be waged with unparalleled harshness »
13. ↑  (en) « not a return to morality, but an opportunistic course correction »
14. ↑  (en) « The Commissar Order, which has always had a particularly strong influence on the image of the Wehrmacht because of its obviously criminal character, has finally been clarified. Once again the observation has confirmed itself: the deeper the research penetrates into the military history, the gloomier the picture becomes. »